# پیتر لومایر
پیتر لومایر (آلمانی: Peter Lohmeyer؛ زادهٔ ۲۲ ژانویهٔ ۱۹۶۲) بازیگر اهل آلمان است.
از فیلم‌هایی که وی در آن نقش داشته‌است، می‌توان به روح آشپزخانه، کاندوم قاتل، دختر پادشاه، پرنده‌های مهاجر و اوبابا اشاره کرد.